# Аззан
Аззан (араб. عزان; англ. Azzan) - стародавнє місто на півдні Ємену, розташоване приблизно за 125 км на південний схід від провінційної столиці Атак, і близько 135 км від міста-порту Ель-Мукалла. Аззан є сусідом міста Хаббан і одним із наймальовничіших міст мухафази Шабва - з високими будинками з глини пофарбованими вапном у білий колір і в оточенні пальм. Через місто проходить ґрунтова дорога, що сполучає міста Ель-Бейда - Хаббан - Бір-Алі - Ель-Мукалла. Колись з цього важливого маршруту іменованого Шляхом пахощів слідували каравани з Омана в Середземне море. Тоді Аззан був важливим пунктом шляху і ринком, але сьогодні втратив це значення.
Клімат в Аззані сухий, залежить від пустелі, з дуже високими літніми температурами близькими до 50 градусів Цельсія.

## Історія міста

### СтолицяСултанату Вахіді Аззан
У минулому Аззан був на території Вахідського Султанату Бальхаф (іноді просто Султанат Вахіді) зі столицею Хаббан. В 1830 році, після періоду правління султана Абдаллаха бін Ахмада аль-Вахіді (1810-1830), єдиний султанат був поділений між його родичами на чотири частини:
1. Султанат Вахіді Бальхаф
2. Султанат Вахіді Аззан зі столицею Аззан
3. Вілайєт Вахіді Бір Алі Амакін зі столицею в Бір Алі
4. Султанат Вахіді Хаббан.

Після цього почався поступовий зворотний процес: уже 4 травня 1881, коли на чолі Султанату Вахіді Бальхаф став султан Абдалла Умар, султанати Вахіді Аззан і Вахіді Бальхаф об'єдналися в один султанат Бальхаф ва Аззан Аль-Вахіді.